# MMDC

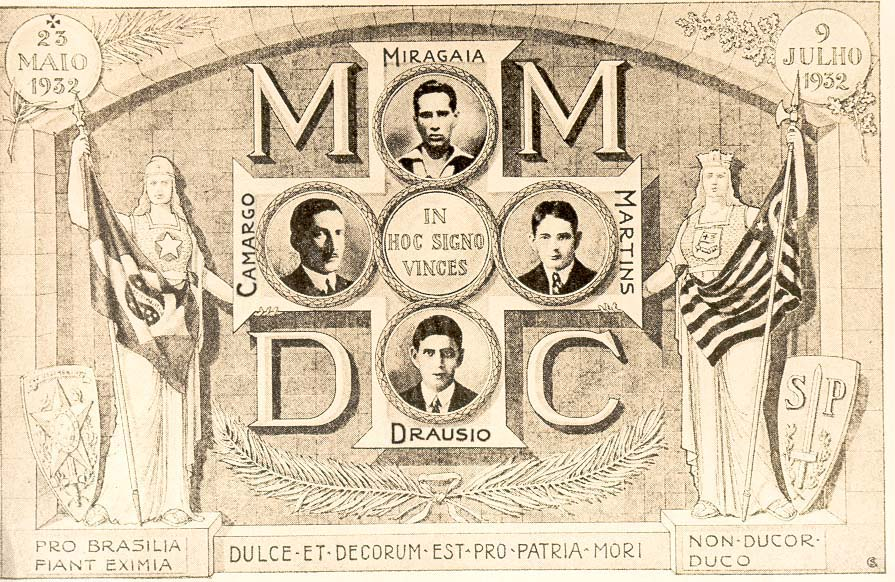
Tarjeta postal en honor del MMDC, con las inscripciones en latín: Dulce et decorum est pro patria mori ("es dulce y honroso morir por la patria"), Pro brasilia fiant eximia ("por Brasil hágase lo mejor"), Non ducor, duco ("no soy conducido, conduzco") e In Hoc Signo Vinces ("Con esta señal vencerás")

M.M.D.C. es el acrónimo formada por las iniciales de los nombres de los mártires del Movimiento Constitucionalista de 1932 que culminó en el levantamiento conocido como la Revolución Constitucionalista estallado el 9 de julio de ese año. Las iniciales corresponden a los nombres de los manifestantes paulistas Martins, Miragaia, Dráusio y Camargo, asesinados por tropas federales vinculadas al Partido Popular Paulista (PPP), grupo político-militar que apoyaba al régimen de Getúlio Vargas. El hecho sucedió en una manifestación que tuvo lugar la noche del 23 de mayo de 1932 y fue el acontecimiento que precedió y fue uno de los motivos del gran conflicto de aquel año. Las siglas terminaron representando a la organización clandestina que urdió el levantamiento y posteriormente coordinó el esfuerzo bélico, reclutando, recaudando fondos y recursos, así como distribuyéndolos entre los soldados del Ejército Constitucionalista.
El 2004 se añadió al acrónimo la letra "A", en homenaje a Orlando de Oliveira Alvarenga que también fue herido en el mismo episodio pero falleció en el hospital 2 meses después.
Hoy, los restos de los estudiantes están enterrados en el mausoleo del Obelisco do Ibirapuera, en São Paulo, y sus nombres figuran en el Libro de los Héroes de la Patria'..